# Stanstead (Québec)
Stanstead ist eine Stadt in Quebec, Kanada. Sie liegt in der regionalen Grafschaftsgemeinde (municipalité régionale du comté) Memphrémagog Municipalité in der Region Estrie, direkt an der Grenze zu Vermont in den USA. In der Rue Canusa stehen die Häuser auf der einen Straßenseite in Kanada, die auf der anderen in der US-amerikanischen Gemeinde Derby Line.
Die Stadt entstand 1995 aus dem Zusammenschluss der drei dicht zusammenliegende Siedlungen Rock Island, Stanstead Plain und Beebe Plain („les trois villages“). Nach der Volkszählung von 2021 hatte die Stadt 2824 Bewohner und 1381 Privathäuser.

## Verkehr und Infrastruktur
Stanstead liegt an der Quebec Route 143. 1871 wurde Stanstead Plain ans Schienennetz angebunden, die Linie ist heute stillgelegt und dient als Radweg. Beebe Junction wurde 1870 an der Massawippi Valley Railway angelegt. Sie ging später an die Quebec Central Railway über und wurde dann von der Canadian Pacific Railway übernommen, aber 1990 aufgegeben. 1802 wurde die ersten Brücke über den Tomifobia gebaut.
In der Stadt befinden sich mehrere Kirchen und eine Freimaurerloge sowie eine Oper und eine öffentliche Bibliothek.

## Wirtschaft
Der bedeutendste Wirtschaftszweig der Stadt war der Granitbergbau. Daran erinnert ein Steinkreis (cercle de pierres) aus Granit.

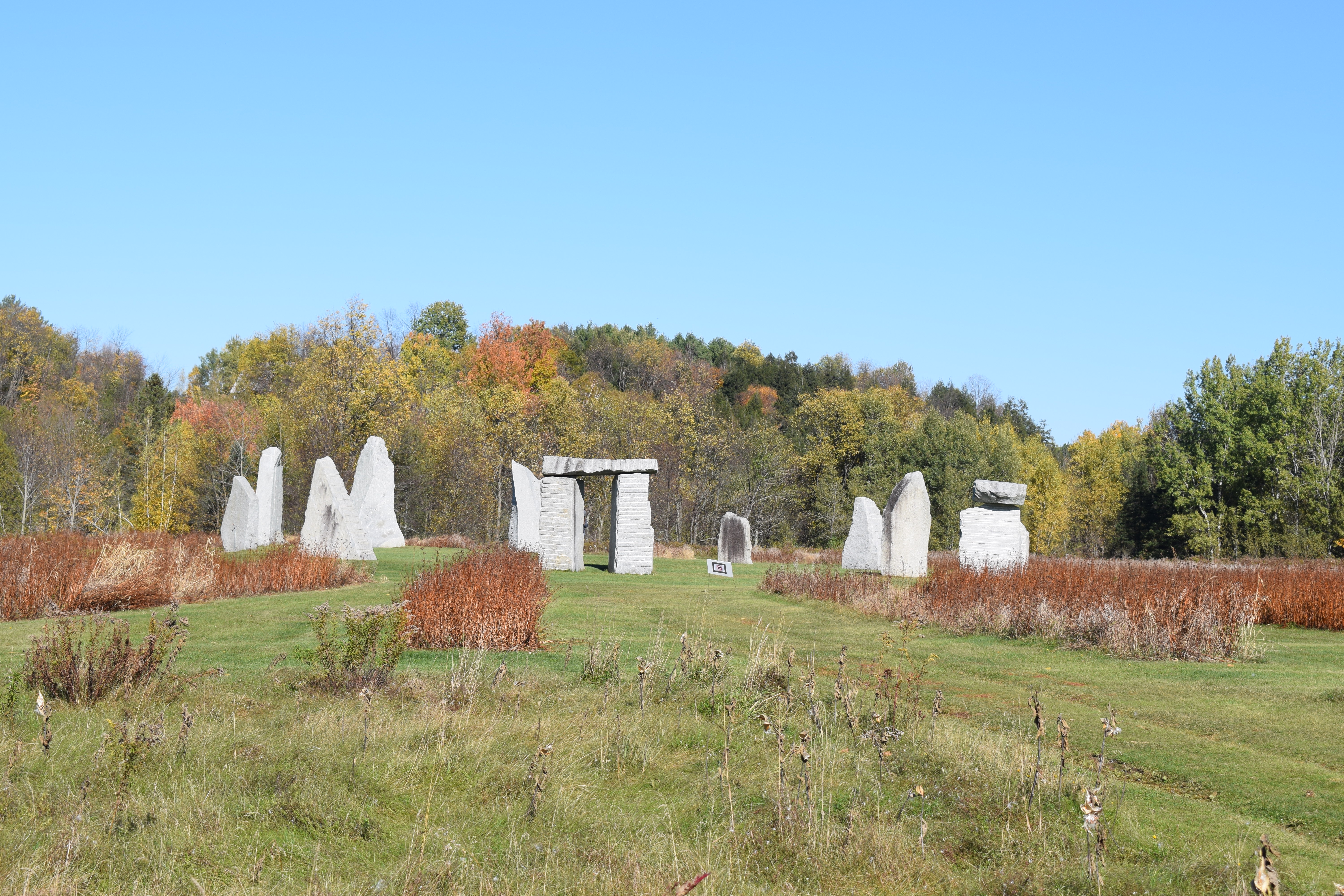
Steinkreis aus Granit

## Geschichte
Die Gemeinde liegt im ehemaligen Siedlungsgebiet der Abenaki in den Appalachen.
Beebe Plain wurde 1789 durch den eponymen Zeeba Beebe aus Connecticut gegründet, Stanstead Plain 1796 durch Johnson Taplin aus Neu-England. Nach dem Amerikanischen Unabhängigkeitskrieg siedelten sich hier zahlreiche Loyalisten aus den USA an, denen Land (ca. 80 ha pro erwachsenem Mann) zugewiesen wurde. Henry Seth Taylor aus Stanstead führte den von ihm entwickelte Dampfwagen, den Taylor Steam Buggy 1867 auf der örtlichen Herbstmesse vor. Er gilt als das erste Automobil Kanadas, blieb aber ein Einzelstück und wurde 1868 beschädigt außer Betrieb gestellt. Ein Platz in Rock Island ist nach Taylor benannt. Rock Island wurde 1798 von Samuel und Selah Pomroy aus Massachusetts gegründet, 1892 zu einer selbständigen Gemeinde ernannt und erhielt 1957 Stadtrechte.

## Sehenswürdigkeiten

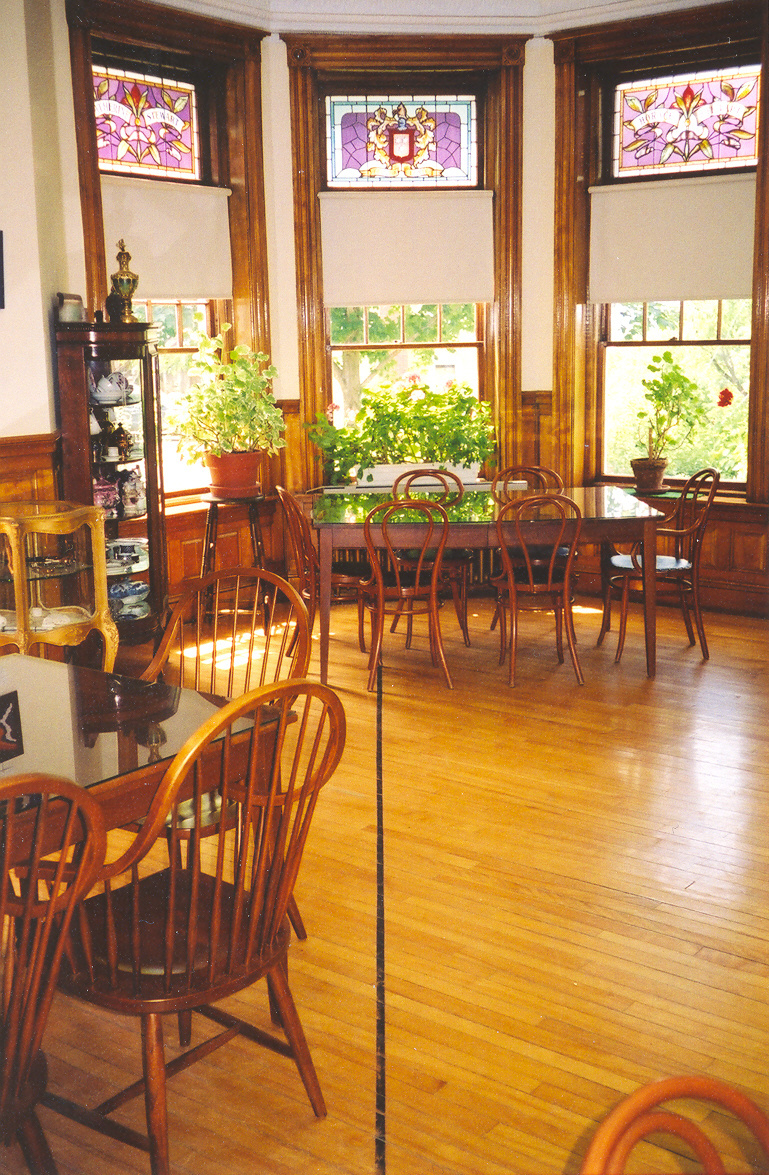
Grenze zwischen Kanada und den USA in der Haskell Free Library

Die Hauptsehenswürdigkeit von Stanstead ist die öffentliche Bibliothek Haskell Free Library and Opera House. Sie wurde 1904 durch Martha Stewart Haskell und ihrem Sohn Horace, die Grenzen als künstlich ablehnten, finanziert und unter Leitung der Architekten James Ball und Gilbert H. Smith direkt auf der Landesgrenze errichtet. Später wurde der Bau solcher Gebäude verboten. Die Bibliothek konnte bis 2001 ohne Grenzkontrolle von Lesern aus beiden Ländern benutzt werden, seitdem muss ein Pass vorgezeigt werden. Die Bücher selber stehen in Kanada. Im Opernhaus im ersten Stock liegt die Bühne in Kanada, das Auditorium mit 500 Sitzplätzen in den USA. 2018 versuchte Alexis Vlachos aus Quebec, mehrere Rucksäcke voller Schusswaffen aus den USA über die Toilette der Bibliothek nach Kanada zu schmuggeln. Er wurde von einem Gericht in Vermont zu etwas über vier Jahren Gefängnis verurteilt.
Im März 2025 kündigte die United States Customs and Border Protection an, den Haupteingang, der sich auf US-Territorium befindet, schließen zu wollen. Seitdem müssen kanadische Leser den ehemaligen Notausgang benutzen. Mit dieser Maßnahme soll der internationale Drogenhandel bekämpft werden. Am 30. Januar 2025 besuchte die US-amerikanische Ministerin für Heimatschutz Kristi Noem die Bibliothek. Sie hüpfte dreimal über das schwarze Klebeband, das die Grenze anzeigt, und rief dabei auf der kanadischen Seite jedes Mal „Einundfünfzigster Staat“ aus. Inzwischen hat die Krimi-Autorin Louise Penny C$50.000 für den Bau eines neuen Eingangs gestiftet.